# Jeringa (humorista)
David Alberto García Henao «Jeringa» (Medellín, Colombia, 12 de mayo de 1969) es un actor y  humorista colombiano.

## Biografía
Desde finales de la década de 1980, ganó el premio a mejor humorista en la ciudad de Medellín, cuando tenía la edad de 18 años. Participó en el programa Sábados Felices en donde trabajó por varios años formando parte del elenco, como actor cómico, libretista e imitador, pese a que, desde muy joven, se inició en la comedia. También desarrolló su imitación de voces de los personajes más conocidos de la farándula nacional e internacional, incursionó desde muy joven en el difícil arte del stand up comedy.

### Trayectoria
En 1998 actuó para la televisión colombiana en Tadeo Clonado, que interpretó el papel de un estudiante universitario que se apodera del invento de un profesor cuya meta es la clonación de personajes diversos y famosos. Luego, pasó a Estados Unidos para actuar en el canal Univisión en el programa Los Metiches. Esto aumentó su fama y calidad como comediante, conquistando el público. En 2001 se casó con la joven actriz Ana Lucía Domínguez, matrimonio que duraría solo dos años. Posteriormente fue invitado varias veces al programa Sábado gigante, programa presentado por Don Francisco. Desde el 2003 al 2004 fue presentador, director y libretista de El último grito del Canal Caracol con Memo Orozco, creador de los espectáculos de teatro Hollywood está loco, S.O.S., y La noche verde picante. En la segunda década del siglo XXI volvió a Sábados felices. En 2014 participó en el Desafío 2014: Marruecos, las mil y una noches y también participa en La fila. Actualmente en Voz Populi Te Ve Con El Personaje el Expostor de Museo Colombia Año 3050